# Stazione Paveleckij
La stazione Paveleckij (in russo Павелецкий?), è una delle 9 principali stazioni ferroviarie di Mosca. Fu costruita nel 1900, e ricostruita nel 1980, è una delle più grandi stazioni ferroviarie di Mosca.

## Storia
La stazione venne inaugurata nel 1900. Venne ricostruita nel 1980.